# Старая Москва
«Ста́рая Москва́» — произведение известного русского литератора Михаила Ивановича Пыляева (1842—1899), знатока российской старины, автора многочисленных журнальных публикаций и отдельных изданий, увидевших свет во второй половине XIX века. Собранные им сведения и прекрасное иллюстративное оформление сделали книгу признанным памятником событиям жизни города эпохи XVIII — начала XIX веков и связанным с ними историческим лицам.

## Общая характеристика

### Публикация

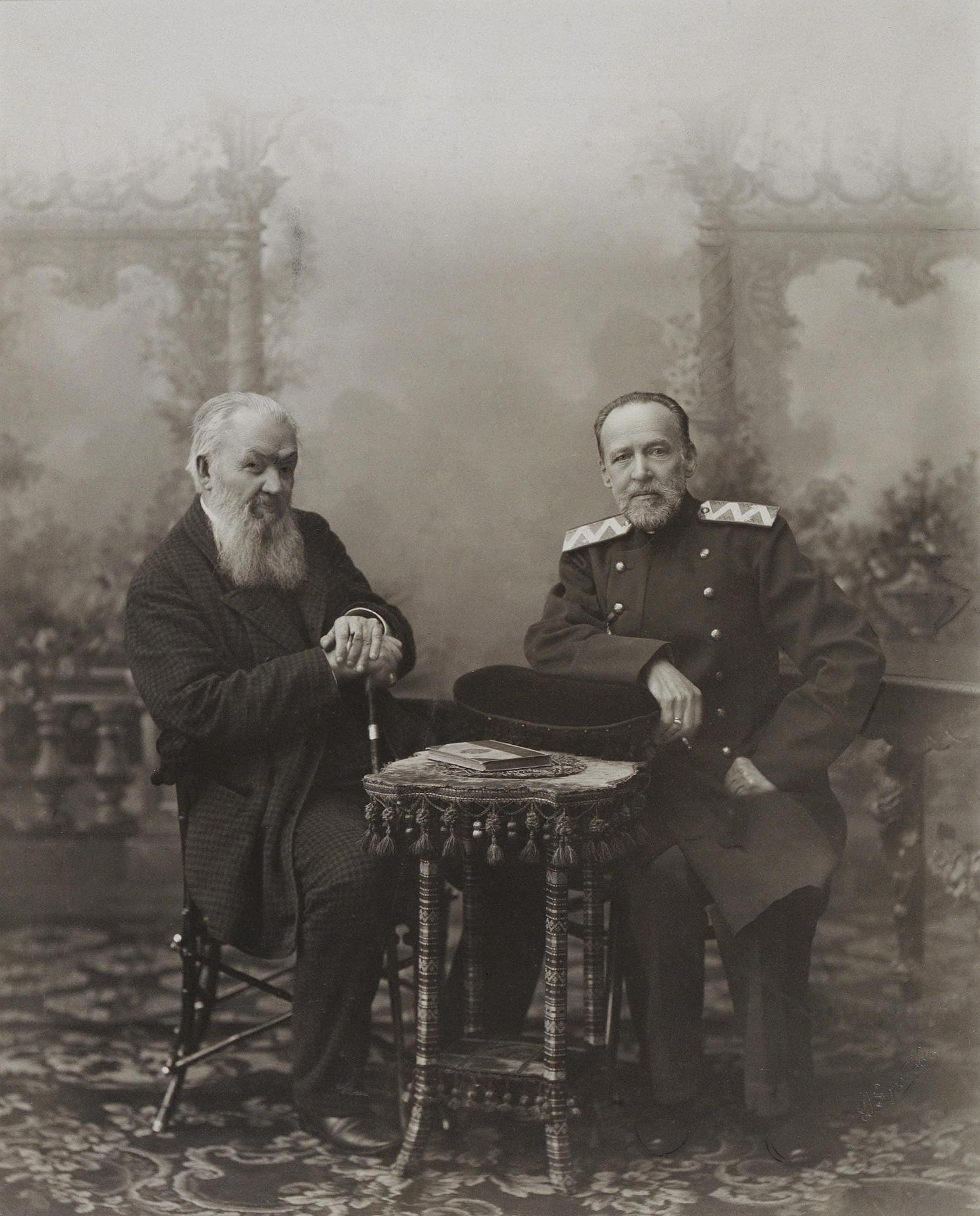
А. С. Суворин и С. Н. Шубинский.
1880—1890-е годы

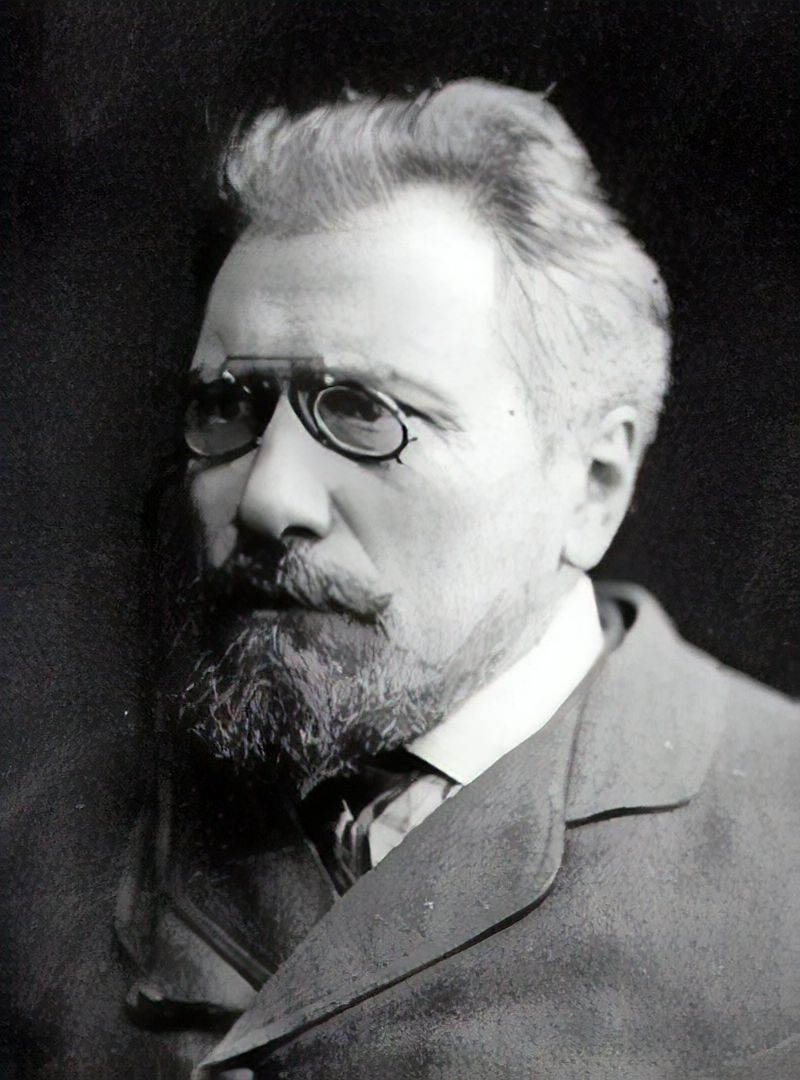
Н. С. Лесков

Н. С. Лесков, внимательно относившийся к творчеству «дорогого литературного друга» Пыляева, рекомендовал его А. С. Суворину. 19 ноября 1888 года Лесков писал Пыляеву в связи задержкой публикации «Старой Москвы» редакторами Суворина: «надо выждать время, чтобы пробовать изменить это настроение, навеянное, кажется, тем самым опахальщиком, который во всём каверзит. Надо иметь терпение». «Опахальщиком» Н. С. Лесков называл близкого к издателю А. С. Суворину редактора журналов «Древняя и Новая Россия», «Исторический вестник», историка С. Н. Шубинского, сведениями из очерков которого тоже пользовался Пыляев при работе над «Старой Москвой».
Цензурное разрешение на печатание «Старой Москвы» было получено 31 октября 1890 года. В 1891 году книга вышла из типографии А. С. Суворина.

### Особенности полиграфического исполнения
Издание отличалось богатым и изысканным оформлением.
575-страничный текст дополнен 132 иллюстрациями, большая часть из которых были предоставлены для воспроизведения известным собирателем П. Я. Дашковым. Открывает издание шмуцтитул с гравюрами четырёх характерных московских видов. 29 гравюр размещены на отдельных листах, в том числе одна на раскладной вклейке — гравированная П. Т. Балабиным по рисунку М. И. Махаева панорама «Вид Кремля из Замоскворечья между Каменным и Живым мостами к полудню». 38 — на страницах книги вне текста и 64 — в тексте. Отдельные листы с литографиями защищены прослойками тонкой рисовой бумаги. Страницы украшены гравированными заставками, буквицами (инициалами) и концовками.

### Состав издания
В книге 25 глав, каждая из которых предварена списком затрагиваемых в ней тем (рассказов). Основной текст дополнен разделом примечаний и указателями:

— личных имён;

— местностей, учреждений, зданий;

— гравюр.
Приводится по изданию 1990 года

ГЛАВА I

Москва при Екатерине II. – Улицы и мостовая. – Рогатки и фонари. – Характеристика высшего общества того времени. – Роскошь нарядов, экипажей и пр. – Модный молодой человек – «Новоманерные петербургские слова». – Великосветский жаргон. – Тетушка Петровской эпохи. – Жизнь на улицах в праздники. – Кулачные бои. – Место народных гуляний. – Рысистые бега. – Святочные катанья по городу. – Полицеймейстер Эртель и граф А. Орлов. – Праздники в Москве во время коронации Екатерины II. – Поездка царицы на поклонение мощам Святителя Сергия. – Описание торжеств в Лавре. – Уличный маскарад. – «Торжествующая Минерва». Авторы этого зрелища: Волков, Сумароков и Херасков. – Характеристика А. П. Сумарокова и Хераскова. – Церковь св. Кира и Иоанна в память восшествия императрицы на престол. – Павловская больница. – Проект Воспитательного дома. – Постройка здания. – Пожертвования П. А. Демидова...

ГЛАВА II

Моровая язва. – Общая паника на улицах столицы. – Мортусы. – Воспоминания Страхова. – Бегство главнокомандующего из Москвы. – Народный бунт. – Убийство архиепископа Амвросия. – П. Д. Еропкин. – Приезд князя Г. Г. Орлова в Москву. – Суд над убийцами архиепископа. – Несколько анекдотов из жизни графа Орлова. – Отъезд Орлова за границу. – Торжества 1773 г. – Триумфальные ворота. – Фельдмаршал Румянцев. – Случай с ним в молодости. – Характер его. – Дом Суворова в Москве. – Награды Румянцеву. – Несколько анекдотов из жизни Румянцева.

ГЛАВА III

Рассказы про Румянцева. – Пречистенский дворец. – Народное гулянье на Ходынском поле. – Фейерверк и парадные спектакли. – Устройство праздников по плану Екатерины II. – Присутствие императрицы на праздниках. – Приезд турецкого посла. – Парадный прием турецкого посланника Абдул-Керима. – Подарки султана. – Главнокомандующий Москвы князь М. Н. Волконский. – Характеристика этого вельможи. – Ассигнационный банк в Москве. – Первое появление ассигнаций. – «Меновные лавки». – «Фальшивые ассигнации». – Пугачевский бунт. – Толки о нем в Москве. – Привоз Пугачева в Москву. – Суд над Пугачевым и казнь его на Болоте. – Приезд императрицы в Москву. – Реформы Екатерины II и разные милости. – Указ об экипажах и ливреях. – Пребывание государыни в Москве.

ГЛАВА IV

Рассказы капитана де Белькура про Москву. – Подъездной дворец, – Загородные дома в Петровском. – Землянки французов. – Башиловки. – Архитектор Матвей Казаков. – Лобное место. – Историческое прошлое его. – Салтычиха. – Убийцы Жуковы. – «Тайная канцелярия». – Истязания и пытки.. – Вольная типография. – Н. И. Новиков. – Деятельность московских масонов. – Гроза., постигшая их. – Университетская типография. – Старые московские типографщики и книгопродавцы. – Возвращение Новикова в Москву. – Характеристика Новикова. – Рассказы про масонов. – Обряд посвящения в масоны. – Банкеты масонов. – Число масонских лож в Москве. – Запрещение масонских лож в 1822 и 1826 годах. – Забытая масонская ложа.

ГЛАВА V

Второй приезд Екатерины в Москву. – Село Коломенское. – Последний приезд Екатерины в Москву. – Анненгофский сад и дворец, – Празднества во время пребывания Екатерины в Москве. – Соколиное поле. – Сокольники и его прошлое. – Народные празднества при императоре Александре I. – Первое мая в Сокольниках в старину. – Дача графа Ростопчина. – Начало московских народных гуляний. – Старые кунстмейстеры, балансеры, великаны, скоморохи, гусляры и проч. – Гулянье на Масленице. – Кулачные бои. – Санное катанье и маскарад.

ГЛАВА VI

Первые театральные представления в Москве. – Первые заморские комедианты и антрепренёр. – Спектакли немецкой труппы. – Судьба московского театра при Екатерине I ив последующее царствование. – Московский театр при Екатерине II. – Н. С. Титов. – Головинский театр. – Антрепренёр Медокс. – Театр на Знаменке. – Петровский театр. – Ротонда. – Первая русская опера. – Актеры Медокса: Померанцев, Шушерин, Украсов, Колесников, Лапин, Сахаров, Плавильщиков и Сандунов. – Переход Московского театра в казну. – Репертуар старого театра. – Трагедии, оперы и оперетки. – Первая опереточная артистка. – «Слезливая эпоха». – Пантомимный драматический балет. – Спектакли в доме Пашкова. – Новый Арбатский театр. – Балетная и французская труппы. – Актрисы Жорж, Вальберхова и Семенова. – Патриотические спектакли. – Актриса Лисицына. – Прекращение спектаклей в Москве. – Пожар Арбатского театра.

ГЛАВА VII

Московский театр в 1812 г. – Французская труппа. – Богатый театральный гардероб. – П. А. Поздняков. – Спектакли в Москве во время нашествия Наполеона. – Трагическая судьба артистов. – Возрождение московского театра. – Апраксинский театр. – Любительские спектакли. – Столыпинский театр. – Крепостные актеры. – Продажа столыпинской труппы. – Покупка труппы в казну. – Граф Гудович. – Старинные театральные обыкновения. – Отмена некоторых обычаев. – Граф Ростопчин, – Дурасовский театр. – Театр князя Хованского. – Характеристика князя. – Его шут Савельич. – Потемкинский театр.

ГЛАВА VIII

Театры в Нескучном и Кускове. – Богатство Шереметевых. – «Дом в уединении». – Наталья Долгорукова. – Описание Кусковской рощи. – Шереметевский театр. – Славное его прошлое. – Посещение Кускова императрицей Екатериной II. – Характеристика графа П. Б. Шереметева. – Село Останкино: посещения этого села императором Павлом I. – Богатство обеденного стола. – Император Александр I в Останкине. – Историческая судьба актрисы графа Шереметева. – Граф Н. П. Шереметев. – Романическая любовь его. – Приезд императора Павла в Останкино. – Брак графа Шереметева. – Смерть графини и трогательная печаль графа. – Благотворительность графа Шереметева. – Село Троицкое графа Румянцева. – Празднество в нем. – Прием императрицы Екатерины II. – Исторические воспоминания о Троицком.

ГЛАВА IX

Большое количество садов в древней Москве. – Замоскворецкие сады. – Сад П. А. Демидова. – Заповедные вековые рощи. – Мерзляковский дуб. – Нескучное Орлова и Д. В. Голицына. – «Воздушный театр». – Жизнь Чесменского героя. – Шванвич. – Сад в Нескучном. – Манеж, карусели. – Алексей Орлов на похоронах Петра Ш. – Кончина графа. – Заслуги Орлова в деле коннозаводства. – Анекдоты. – Судьба Нескучного после смерти графа Орлова. – Село Остров. – Историческое прошлое этого имения. – Графиня Орлова-Чесменская. – Ее набожность. – Дочь графа Орлова, графиня Анна Алексеевна. – Благотворительность на монастыри. – Ее советник архимандрит Фотий. – Богатство Юрьева монастыря. – Послушница Фотина. – Проделки этой ханжи. – Кончина Фотия. – Могилы Фотия и графини А. А. Орловой-Чесменской. – Судьба села Острова.

ГЛАВА X

Разорительная роскошь вельмож. – Щедрость императрицы Екатерины II. – Доходы государства. – Случайные люди. – И. Н. Корсаков. – Азартные игры. – Великосветские менялы и торгаши драгоценностями. – Многочисленные дворни помещиков. – В. В. Головин и его сын. – Публикация о продаже людей. – Покупка Екатериной имения «Черная Грязь». – Царский питомник. – Аптекарский сад в Москве. – Прогулки царицы. – Рассказ о князе Кантемире и о покупке Царицына. – Кантемир, молдаванский господарь. – Его сыновья: князь Антиох и князь Сергей. – Первые постройки в Царицыне. – Работы архитектора В. И. Баженова. – Дворец Царицынский. – Пруды. – Увеселительные постройки. – Выбор невест царем Алексеем Михайловичем. – Наталья Кирилловна Нарышкина. – Опала на Нарышкиных. – Царь Феодор. – Царица Агафья Семеновна. – Усыпальница рода Нарышкиных. – Каменные палаты. Нарышкиных в Белом городе. – Александр Львович и Семен Кириллович Нарышкины.

ГЛАВА XI

Два брата Нарышкиных: Семен и Алексей. – Два царедворца: Александр и Лев Нарышкины. – Дочери Нарышкина. – Граф Северин Потоцкий. – Марья Антоновна Нарышкина. – Анекдоты о Нарышкине. – Мать Нарышкиных. – Графиня Н. К. Соллогуб. – Обер-церемониймейстер И. А. Нарышкин. – Смерть его сына на дуэли. – Толстой, прозванный «Американцем», характеристика его. – Анекдоты и рассказы о нем современников. – Рассказы Новосильцевой о Толстом. – Ек. Ив. Нарышкина. – Исторические сведения о роде Нарышкиных. – Рассказы Кокса. – Граф Л. К. Разумовского. – Графиня Разумовская. – Ее примерная скорбь по мужу. – Страсть к нарядам. – Празднества в Петровском во время Александра I. – Судьба этого имения в последующие годы.

ГЛАВА XII

Тетка царицы Натальи Кирилловны. – Федор Полуектович Нарышкин. – Авдотья Петровна Нарышкина. – Монахиня Деввора. – Народные предания о родине царицы Натальи с. Киркино. – Ирина Григорьевна и Наталья Александровна Нарышкины. – Борода Архипыча. – Последние родичи царственной ветви Нарышкиных. – С. Кунцово. – А. В. Нарышкин. – Подгородный дом Нарышкиных. – Церковь Большого Вознесения. – Могилы Скавронских. – Первый полковой Преображенский двор и дворы, птенцов Петра. – Старейший представитель рода Нарышкиных.

ГЛАВА XIII

Князь Ник. Бор. Юсупов. – Богатства рода Юсуповых. – Князь Григорий Юсупов. – Село Архангельское. – Князь Голицын, вельможа екатерининских времен. – Театр. – Богатство оранжерей. – Расчетливость князей Юсуповых. – Директорство. – Земельное богатство Юсупова. – Анекдоты из жизни Юсупова. – Т. В. Юсупова. – Князь Б. Н. Юсупов. – Родовой дом князей Юсуповых в Москве. – Трудовая жизнь князя Б. Н. Юсупова. – Графиня де Шево.

ГЛАВА XIV

Матвей Гагарин. – Губернаторство его в Сибири. – Роскошные палаты князя Гагарина в Москве. – Суд и казнь князя Гагарина. – Загородный дом. – Гагаринские пруды. – Дача Студеней. – Граф Закревский. – Дом князя Б. И. Гагарина. – Князь Г. П. Гагарин. – Муж Лопухиной. – Княгиня П. Ю. Гагарина. – Домашние спектакли. – Актрисы Семенова и Жорж. – Домашние спектакли в павловское время. – С. Марфино. – Театралы александровского времени. – Награды театралов в старое время. – Театрал Сибилев. – Ф. Ф. Кокошкин. – Анекдоты про Кокошкина. – Французские любительские спектакли. – Загородные дома вельмож в екатерининское время.
 
ГЛАВА XV

Девичье поле. – Дома вельмож. – Древлехранилище Погодина. – Лубочные картины. – Гулянья на Девичьем поле в екатерининское время. – Случай с полковником Брандтом. – Народный театр. – Дом Макарова, птенца Петра Великого. – Внук Макарова. – «Журнал для милых». – Сотрудницы его. – Позднейшая журнальна. я деятельность Макарова. – Его рассказы о прежнем быте помещиков. – Пути сообщения в старое время, заставы и проч. – Дом князя Никиты Трубецкого. – Характеристика этого вельможи. – Дом Н. П. Архарова. – Московский Сартин. – Сенатор Иван Архаров, брат обер-полицеймейстера. – Архаровский полк. – Розыски. – Анекдоты и рассказы про Архарова.
 
ГЛАВА XVI

Дом графа Кирилла Разумовского. – Блеск Русского двора в XVIII веке. – Франты и модистки старого времени. – Академия Наук при Разумовском. – Жизнь старого вельможи. – Отставка гетмана. – Рассказы про его жену. – Показание Мировича. – Служба в Сенате и житье в столице. – Пропажа 20 тысяч душ. – Несколько анекдотов. – Карета Разумовского. – Дом графа на Воздвиженке. – А. К. Разумовский. – Роскошь Разумовского дома, сады, пруды, оранжереи и другие ботанические диковинки. – Характер Алексея Разумовского. – Разумовский как министр народного просвещения. – Дети графа. – Их странности. – Иллюминат Перрен. – Несчастная судьба графа Кирилла.
 
ГЛАВА XVII

Слободской дворец. – Лефортовское пепелище. – Граф А. П. Бестужев-Рюмин. – Дом Безбородко. – А. А. Кологривов. – Исторические сведения о московской полиции. – Обер-полицеймейстер А С. Шульгин 1-й. – Дом фельдмаршала графа Каменского. – Рассказ графини Блудовой. – Графиня Каменская. – Фельдмаршал М. Ф. Каменский. – Эксцентричность графа. – Убийство фельдмаршала. – Дети графа Каменского. – Блистательная военна, я карьера сына фельдмаршала. Всеобщая страсть к нюханию табака. – Первые московские табачные и другие лавка. – Романическая страсть Каменского. – Графиня А А Орлова. – Чесменская. – Таинственное предсказание юродивого. – Граф Закревский. – Сергей Каменский, страсть его к театру. – Крепостные артисты и спектакли. – Дом прапорщицы Блудовой. – Молодой Блудов и его друзья. – Арзамасское Общество. – Члены Общества и их прозвища. – «Шубное прение». – Таинственное избрание в члены дяди поэта Пушкина. – Дети графа Блудова.

ГЛАВА XVIII

Кузнецкий мост. – Прежний «Неглинный Верх». – Церковь Флора и Лавра. – Граф И. А. Воронцов. – Первые лавочки на Кузнецком мосту. – История моста. – Штаты шутов, карликов и пр. – Род Воронцовых-Дашковых. – Помещица Бекетова. – Платон Петрович Бекетов. – Его книжная лавка, типография и издательская деятельность. – Дача Бекетова. – Дом ближнего боярина Мусина-Пушкина. – Граф Платон, ссылка его в Соловецкий монастырь. – Его страшная тюрьма. – Граф Валентин Мусин-Пушкин. – Сын графа, один из первых богачей своего времени. – Графы Брюсы. – Арбат. – Многочисленные ремесленники двора Тишайшего царя. – Цена хлеба в XVII веке. – Курьи ножки. – Арбатские ворота. – Церковь Бориса и Глеба. – Церковь Николы Явленного.

ГЛАВА XIX

Спасские ворота. – Откуда идет обычай снимать шапки перед ними? – Зодчий Петр Медиоланский. – Большие часы с курантами. – Попытка французов взорвать Спасскую башню в 1812 году. – Лобное место. – Его историческое прошлое. – Легенда. – Рассказы иностранцев о Лобном месте. – Празднество Входа в Иерусалим. – Раздача вербы и вой. – Всенародные молебствия в эпоху тяжких годин. – Иверская часовня. – История образа. – Драгоценная риза. – Храм св. Василия Блаженного. – Легенда о постройке. – Сборные места нищих. – Первые благотворительные дома. – Китай-город. – Исполинские боевые часы. – Большой рынок на Красной площади. – «Великий Голицын». – Богатство и роскошь дома Голицына. – Государственная деятельность этого вельможи. – Опала и ссылка Голицына. – Конфискованные богатства. – Внук его, Квасник-Голицын. – Мытный двор. – Мытники и целовальники.

ГЛАВА XX

Родовой дом бояр Романовых. – Прапрадед царя Михаила Федоровича. – Жизнь боярина Никиты Романовича. – Патриарх Филарет. – Знаменский монастырь. – Возобновление каменных палат Романовых. – Заиконоспасский монастырь. – Славяно-греколатинская академия. – Печатный двор. – Монастырь Старого Николы. – Старый дом князя Воротынского. – Древние поединки. – Церковь св. Троицы в Полях. – Боярин М. М. Салтыков. – Судьба старых могил в Москве. – Храм у Красных колоколов. – Царь-колокол. – История его отливки – Другие исторические колокола. – Аристократический центр древней Москвы. – Московские дворяне, бояре и ближние люди. – Грабежи и разбои в Москве. – Замечательные разбойники. – Кабаки и повальное пьянство. – Первый табак и чай. – Жизнь при царе Алексее Михайловиче.
 
ГЛАВА XXI

Старые боярские дома на Никольской улице. – Наталья Борисовна Долгорукова. – Князь И. М. Долгоруков. – Характеристика его. – Родовой дом князя Долгорукова в Москве. – Рассказы Лаврентия о французах. – Портретная галерея. – Сыновья князя. – Старый русский обычай давать разные имена детям. – Царская невеста Мария Хлопова. – Доброта князя Долгорукова. – Судьба невесты Петра II. – Князь Василий Долгоруков. – Упадок построек в Китай-городе. – Сломка части стены Китай-города.

ГЛАВА XXII

Дом гетмана Мазепы. – Любовные похождения этого авантюриста. – Смерть и похороны последнего полновластного гетмана Малороссии. – Лопухины. – Первая супруга Петра I. – Абрам Лопухин. – Несчастная судьба Натальи Лопухиной. – Дом бригадира Н. Л. Сумарокова. – Родовая усыпальница Сумароковых. – Комнатный стольник И. Б. Сумароков. – Панкратий Сумароков. – Дети Василия Сумарокова. – П. П. Сумароков. – Ссылка в Сибирь. – Л. П. Сумароков. – Несколько анекдотов из его жизни. – П. С. Сумароков и служебная его карьера. – Его московский дом с минералогическим кабинетом.

ГЛАВА XXIII

Бульварная Москва допожарной эпохи.

ГЛАВА XXIV

Пресненские пруды.

ГЛАВА XXV

Историческое прошлое рынка Москвы. – Торговые дни. – Старый и новый Гостиный двор; разряды торговых и промышленных людей. – Люди гостиной, суконной и черной сотен; обязанности сотен в отношении городского благоустройства. – Приезжие гости. – Греки и персы. – Гильдии. – Шестигласная дума. – Именитые граждане. – Права всех гильдий. – Московские ряды в 1626 году. – Очистительная присяга у Казанского собора. – Крестное целование. – Поединки. – Ограда Казанского собора. – Триумфальные ворота. – Страшное место «Яма». – Несостоятельные должники. – Жертвователи. – Приказные от «Казанской» и Иверских ворот. – Деление рядов. – Общая картина рядов и Гостиного двора. – Зазывальщики и мелкие торговцы.

## Отношение современников
Книга известного уже знатока исторического Петербурга, который по мнению московских интеллигентов не мог считаться одновременно и знатоком первопрестольной, была с ревностью воспринята в бывшей столице. Анонимный рецензент библиографического раздела московского журнала «Русская мысль» в феврале 1892 года, отмечая прекрасное полиграфическое качество издания, критиковал Пыляева за допущенные стилевые и содержательны неточности, а также за необоснованность избирательного подхода к описанию московских древностей и посчитал книгу «никому не нужной, скучной, дающей о Москве слишком слабое, а часто и совсем неверное понятие».
Москва при Екатерине, как говорит Карамзин, прослыла «республикой», в ней было больше свободы в жизни, но не в мыслях, более разговоров, толков о делах общественных, нежели в Петербурге, где умы развлекаются двором, обязанностями службы, исканием, личностями
Свою оценку литературных достоинств работ Пыляева давали известные русские писатели. По мнению Н. С. Лескова его заметки «и любопытны, и очень теплы, что встречается теперь как редкость». Максим Горький писал о Пыляеве, как о литераторе, владеющим умением увлекать читателей.
Журналист А. А. Плещеев, близко знавший М. И. Пыляева, писал, что тот отличался точностью своих работ и использовал «данные из хороших источников и не любил иллюстрировать фактов собственной фантазией. Ошибки в таких работах, впрочем, неизбежны и случаются не по вине автора».
«Большая энциклопедия Южакова» в короткой заметке о М. И. Пыляеве отметила, что его произведения «носят преимущественно анекдотический характер», но тем не менее «Старая Москва» к 1897 году выдержала два издания.
В авторской преамбуле к первому изданию сам М. И. Пыляев писал: «Я не имел в виду написать полную историю Москвы, а лишь собрать здесь устные сказания современников и те сведения о ней, которые рассеяны в русских и иностранных сочинениях и которые рисуют преимущественно быт и нравы первопрестольной столицы в прошлом и начале нынешнего столетия».
А. А. Плещеев в некрологе на смерть Пыляева писал: «Литературные труды Михаила Ивановича со смертью его не утратят живого интереса и всегда найдут многочисленных читателей».

## Переиздания
Права на издание всех его произведений в 1903 году были проданы наследниками, но «Старая Москва» после смерти Пыляева не переиздавалась новыми владельцами. На долгие годы она исчезла из поля зрения читателей. и как художественная и антикварная ценность была представлена в книжных собраниях до- и послереволюционных российских библиофилов — В. М. Остроглазова,П. В. Губара, Н. П. Смирнова-Сокольского. Уже в опубликованном в 1914 году перечне книг из собрания В. М. Остроглазова книга «Старая Москва» М. И. Пыляева была помечена как «редкость».
Выставляется на продажу и высоко оценивается известными аукционными домами «Гелос», «Литфонд» и другими.
Сочинение М. И. Пыляева было переиздано через 90 лет после смерти автора и почти через 100 лет после первой публикации — в 1990 году издательство «Московский рабочий» открыло «Старой Москвой» новую книжную серию «Клуб любителей истории Отечества». Уверенность издателей, что издание будет оценено в современной России, была подтверждена устойчивым читательским интересом к книге и последующим выпуском её новых тиражей многими российскими издательствами.
1990 – М.: Московский рабочий ISBN 5-239-00569-9 (переиздание в 1996)
1995 – М.: Сварог ISBN 5-85791-014-5  (переиздание в 2000)
2002 - СПб.: Паритет ISBN 5-93437-116-9 (переиздание в 2005, 2007)
2007 - М.: АСТ ISBN 978-5-17-041503-8
2007 - М.: СТД ISBN 5-89808-55-4 (переиздание в 2008, 2016)
2007 - М.: Эксмо ISBN 5-699-15778-6 (переиздание в 2008)
2010 - М.: Дом Славянской книги ISBN 978-5-89808-055-6
2014 - М.: Олма Медиа Групп ISBN 978-5-373-05527-7 (переиздание в 2018)

2015 - СПб.: Азбука ISBN 978-5-389-08781-1
2015 - М.: Альфа-книга ISBN 978-5-9922-2076-6

## Комментарии
1. ↑  На страницах своей книге Пыляев упоминает автора первого описания-путеводителя по Москве В. Г. Рубана
2. ↑  Сложные отношения с «опахальщиком» С. Н. Шубинским в конце концов превратили его глазах Лескова в «злочинца», «Сергия изнурителя», «интрижливого» человек. — // Лесков А. Н. Жизнь Николая Лескова. Том второй — М.: Худлит, 1984. — С. 457.
3. ↑  К переизданию текст книги был подготовлен в современной орфографии.